# Метавольтин
Метавольтин (рос. метавольтин; англ. metavoltine; нім. Metavoltin n, Metavoltait m) — мінерал, водний основний сульфат калію і тривалентного заліза.

## Загальний опис
Хімічна формула: K2Na6Fe2+(Fe3+)6 [SO4]12O2•18H2O.
Містить (%): K2O — 21,09; Fe2O3 — 21,44; SO3 — 42,97; H2O — 14,50.
Сингонія гексагональна, гексагонально-дипірамідальний вид.
Спайність досконала.
Утворює агрегати: таблитчасті з гексагональними обрисами, зернисті або лускуваті.
Густина 2,5.
Твердість 3,0.
Колір жовто-бурий, оранжево-бурий до зеленувато-бурого.
Блиск смолистий.
Зустрічається як продукт зміни вольтаїту, а також як продукт сольфатар і фумарол.
Знайдений у Мадені-Закх (Іран).
Від мета... й назви мінералу вольтаїту (J.Blaas, 1883).
Розрізняють: α-метавольтин (зайва назва метавольтину), β-метавольтин (штучний основний водний сульфат калію і тривалентного заліза — K5(Fe5+)3[OH (SO4) 3]2•8H2O).